# Station Flaten
Station Flaten (Noors:  Flaten stoppested) is een halte in het dorp Flaten in de gemeente Åmli in het zuiden van Noorwegen. Het station is gelegen aan Arendalsbanen. De halte, uit 1910, was een ontwerp van Harald Kaas. Het origineel ging in 1962 door brand verloren. Het huidige gebouw is vrijwel identiek en stond eerder in Nelaug.